# 안면도서관
안면도서관은 충청남도 태안군에 있는 도서관이다.

## 연혁
- 1999년 4월 19일 태안군립안면도서관 개관
- 2003년 5월 1일 디지털자료실 개실
- 2011년 6월 30일 청사 리모델링
- 2013년 5월 24일 담장 허물기 및 녹색화 사업

## 시설현황
- 2층: 종합자료실, 사무실, 아동자료실
- 1층: 디지털자료실, 열람실

## 이용 안내
이용 시간
- 어린이자료실, 일반자료실, 디지털자료실: 1월~12월 09:00~18:00
- 학습실: 평일 09:00~21:00 / 주말 09:00~18:00
- 자료실: 하계(3월~10월) 09:00~18:00 / 동계(11월~2월) 09:00~18:00

휴관일
- 매주 일요일(태안군립중앙도서관), 월요일(태안군립안면도서관)
- 국가지정 공휴일
- 도서의 정리, 점검 및 도서관의 시설보수 그 밖에 필요하다고 인정할 때